# Chloroclystis rotundaria
Chloroclystis rotundaria là một loài bướm đêm trong họ Geometridae.